# AISCGre
Die Internationale Gesellschaft für Studien des Gregorianischen Chorals (italienisch Associazione Internazionale Studi di Canto Gregoriano; AISCGre) widmet sich der Erforschung und Verbreitung des Gregorianischen Gesangs.

## Geschichte
Die AISCGre wurde am 27. Februar 1975 in Rom gegründet. Seit 1979 hat sie ihren Sitz in Cremona. In den 40 Jahren ihres Bestehens ist die AISCGre stetig gewachsen und zählt heute ca. 500 Mitglieder weltweit.
Die AISCGre ist besonders dem Lebenswerk Eugène Cardines und der von ihm begründeten Gregorianischen Semiologie verpflichtet. Sie fördert Kurse, Vorträge, Zusammenkünfte, Veröffentlichungen, Konzerte und Aufnahmen auf dem Gebiet des Gregorianischen Chorals. Besonderes Augenmerk richtet sie dabei auf die Verbindung von Theorie und Praxis.

## Organisatorisches
Die AISCGre operiert in fünf Sektionen: die italienische, die deutschsprachige, die japanische, die spanische und die polnische Sektion. Mitglieder finden sich in 30 Ländern der Welt auf allen Kontinenten. Die Präsidenten der AISCGre: Luigi Agustoni (1979–1999), Johannes Berchmans Göschl (1999–2015), Alexander M. Schweitzer (seit 2015).

## Publikationen
Die deutschsprachige Sektion der AISCGre gibt seit 1985 die Zeitschrift Beiträge zur Gregorianik (ISSN 0935-9044) heraus. Sie erscheint halbjährlich als Mitgliedsorgan der deutschsprachigen Sektion. Ihre Artikel dokumentieren den aktuellen Forschungsstand des Gregorianischen Gesangs und berichten über Themen zur Praxis des Scholagesanges.
Die italienische, spanische und polnische Sektion veröffentlichen Fachzeitschriften in den jeweiligen Sprachen.